# Tritonaclia stephania
Tritonaclia stephania es una  polilla de la familia Erebidae. Fue descrita por Oberthür en 1923 y se encuentra en Madagascar.